# Alan Shugart
Alan Field Shugart va ser un enginyer, empresari i executiu de negocis estatunidenc, la carrera del qual ha definit la moderna indústria de les unitats de disc d'ordinador.

## Biografia
Nascut a Los Angeles, Califòrnia, es va graduar a la Universitat de Redlands, rebent el seu diploma en enginyeria física.
Shugart va tenir tres fills: Joanne Shugart (1951-1954), Christopher D. Shugart (n. 1953) i Teri L.K. Shugart (n. 1955). Va estar casat amb Esther Marrs (nascuda Bell), la mare dels seus tres fills, des del 1951 fins al 1973. Va estar casat amb Rita Shugart (nascuda Kennedy) des del 1981 fins a la seva mort.
Shugart va morir el 12 de desembre de 2006 a Monterey a Califòrnia per complicacions derivades d'una operació de cor a la qual va ser sotmès feia sis diumenges.

## Carrera

### IBM
Va començar la seva carrera el 1951 com a enginyer de camp a IBM. El 1955 es va traslladar al laboratori d'IBM a San José (Califòrnia) on va treballar a l'IBM 305 RAMAC (de l'anglès Random Access Method of Accounting and Control) que permetia emmagatzemar 5 milions de caràcters de dades. Va passar per una sèrie de posicions cada vegada més importants per convertir-se en el Director de productes d'emmagatzematge d'accés directe, responsable dels productes d'emmagatzematge en disc, les empreses més rendibles d'IBM en aquell moment. Entre els grups que van informar a Shugart hi havia l'equip que va inventar el disquet, produït comercialment a partir del 1971.

### Memorex
Shugart es va unir a Memorex el 1969 com a vicepresident de la seva divisió d'equips i va liderar el desenvolupament dels subsistemes d'emmagatzematge en disc 3660 (compatible amb IBM 2314) i 3670 (compatible amb IBM 3330). Sota el seu lideratge, l'empresa va desenvolupar i produir unitats de disc que competien directament amb els productes d'IBM. El seu equip també va desenvolupar el Memorex 650, una de les primeres unitats de disquet disponibles comercialment.
Un dels èxits notables de Shugart a Memorex va ser el desenvolupament del Memorex 630, un sistema d'emmagatzematge en disc d'alt rendiment que va ser ben rebut al mercat i va ajudar a posicionar Memorex com un fort competidor en la indústria de l'emmagatzematge.
L'enfocament de Shugart en la innovació i la qualitat va portar al desenvolupament de diversos productes clau d'emmagatzematge. La seva experiència en enginyeria i lideratge van ser crítics per assegurar que els productes de Memorex complissin els exigents estàndards de la indústria. El treball de Shugart a Memorex va ajudar l'empresa a desafiar el domini d'IBM al mercat de l'emmagatzematge. La pressió competitiva de Memorex va portar a una innovació i avenços més grans en la tecnologia d'emmagatzematge en tota la indústria.
Shugart va deixar Memorex el 1972 a causa de desacords interns i diferències de visió per al futur de l'empresa. La seva sortida va marcar el final d'un capítol significatiu a la seva carrera i va conduir a la fundació de les seves pròpies empreses, incloent Shugart Associates i Seagate Technology.
El treball d'Alan Shugart a Memorex exemplifica la seva capacitat per impulsar la innovació tecnològica i l'excel·lència competitiva a la indústria de l'emmagatzematge de dades. Les seves contribucions van ajudar a donar forma al paisatge d'hora de la tecnologia d'emmagatzematge de dades i van establir les bases per a futurs avenços al camp.

### Shugart associates
Va fundar Shugart Associates el febrer de 1973 i va dimitir com a conseller delegat l'octubre de 1974. La companyia va ser adquirida posteriorment per Xerox.

### Seagate Technology
Després ell i Finis Conner cofunden Seagate Technology el 1979. La companyia va ser creada per tal d'innovar i liderar el mercat d'unitats de disc dur.
Amb Shugart com a CEO, Seagate es va convertir en el fabricant independent més gran del món d’unitats de disc i components relacionats. El juliol de 1998, Shugart va renunciar als seus càrrecs a Seagate.
Seagate va llançar l'ST-506, la primera unitat de disc dur de 5,25 polzades per a microordinadors, el 1980. Aquesta unitat va establir l'estàndard de la indústria i va ser un èxit rotund, propulsant Seagate a la prominència. Sota el lideratge de Shugart, Seagate va desenvolupar i va promoure estàndards d'interfícies d'emmagatzematge, com l'ST-412, que es va convertir en un pilar a la indústria de discos durs.
Durant les dècades de 1980 i 1990, Seagate va experimentar un creixement significatiu, expandint-se globalment i diversificant la seva línia de productes per incloure unitats de disc dur de diferents mides i capacitats. Sota la direcció de Shugart, Seagate va realitzar diverses adquisicions estratègiques, enfortint la seva posició al mercat i expandint la seva capacitat tecnològica. Amb Shugart com a director executiu, Seagate es va convertir en el major fabricant mundial independent de discos durs i components relatius.
Rep el 1997 el premi de la IEEE Reynold B. Johnson Information Storage Systems Award.
Al juliol de 1998, dimiteix de la seva posició a Seagate.

## Activitat política
El 1996, va llançar una campanya sense èxit per escollir Ernest, el seu gos de muntanya de la raça Bover de Berna, al Congrés. Shugart va escriure més tard sobre aquesta experiència en un llibre, Ernest Goes to Washington (Well, Not Exactly). Va donar suport a una iniciativa de votació fallida l'any 2000 per donar als votants de Califòrnia l'opció d'escollir "cap de les anteriors" a les eleccions.

## Premis
Va rebre el premi «IEEE Reynold B. Johnson Information Storage Systems» de 1997 i va ser nomenat membre del Museu històric d'ordinadors el 2005.